# كلية طب الفم والأسنان (جامعة جنوب الوادي)
كلية طب الأسنان جامعة جنوب الوادي أو طب الأسنان بقنا هي كليه مصريه حكوميه توجد في محافظة قنا في جمهورية مصر العربيه وهي تختص بتدريس كل ما يتعلق الفم والوجه والفكين والأسنان والأنسجة المحيطة بها، صدر قرار السيد الأستاذ / الدكتور رئيس الوزراء رقم ( 1231) بتاريخ 25 ذى الحجة سنة 1434هـ الموافق 30 أكتوبر سنة 2013 بإنشاء كلية طب الفم والأسنان – جامعة جنوب الوادى، وبدأت الدراسة في الكلية اعتباراً من بداية العام الجامعي 2013 / 2014 م.

## شعار الكلية
يتكون شعار كلية طب الأسنان بقنا من صوره لضرس مكتوب اسفله كلية طب الفم والأسنان جامعة جنوب الوادي وفوق الضرس العين الفرعونيه الشهيره اللتي تسمي بعين حورس اعلاها اسم الكلية باللغة الانجليزيه.

## سنوات الدراسة
مدة الدراسة بالكلية هي ست سنوات، خمس سنوات أساسية وسنة امتياز وتعتبر سنة الامتياز سنة أساسية مكملة للدراسة ولا يحصل الخريج على شهادة التخرج إلا بعد أن يستوفي قضاء تلك السنة في التدريب في الجامعة والمستشفيات التابعة لوزارة الصحة.

## مبني العيادات الخارجيه
و قد أعلن الدكتور عباس منصور عام 2018 ، رئيس جامعة جنوب الوادي، اليوم الثلاثاء، إنه تم الانتهاء من تسليم مبنى العيادات الخارجية لكلية طب الفم والاسنان الجديد بعد الانتهاء منه والذى بلغت تكلفته 68 مليون جنيه وقد بدأ تجهيز المبنى بالأجهزة الحديثة والمتطورة وتقدر قيمتها بنحو 80 مليون جنيه، حسب بيان صادر عن جامعة جنوب الوادي وأشار منصور إلى أن هذا المبنى يعد إضافة للمنظومة الطبية بجامعة جنوب الوادي لتحقيق خدمة صحية لأهالي جنوب الصعيد بما تحتويه العيادات الخارجية بهذه الكلية من أجهزة ومعدات طبية حديثة في مجال طب الفم والأسنان وأن هذا المبنى يعد أول خطوة في مسار تدشين أكبر صرح طبي للأسنان في جنوب الصعيد وجارِ تجهيز قسم العمليات لجراحة الوجه والفم والفكين بالدور الرابع والذي تم تجهيزه على أحدث التقنيات الحديثة لإجراء العمليات وأن المبنى يتكون من قاعات للمحاضرات وقاعة متعددة الاغراض بالإضافة إلى 7 عيادات متخصصة في مختلف تخصصات طب الفم والأسنان وعيادة للتشخيص العام ومركز التعقيم المركزي لمبنى العيادات وعدة طوابق مخصصة لإدارة الكلية والجهاز الإداري.